# Tom Clancy’s Ghost Recon Advanced Warfighter 2
Tom Clancy’s Ghost Recon Advanced Warfighter 2 – jest to druga w mini serii gier, w której gracz wciela się w dowódcę oddziału zwanego „Duchami”. Fabuła gry toczy się rok po zakończeniu wydarzeń z pierwszej części. Zostajemy rzuceni w wir fikcyjnego konfliktu amerykańsko-meksykańskiego zagrożonego użyciem broni nuklearnej którego podłożem jest tocząca się wojna domowa w Meksyku. Akcja rozgrywa się w 2014 roku kiedy to wybuchają walki pomiędzy frakcją rebeliantów i lojalistów meksykańskich. Gracz wciela się w postać kapitana Scotta Mitchela i dostaje pod dowództwo trzyosobową drużynę żołnierzy z jednostki Ghost Recon wyposażonych w prototypową broń, taką jak Cross Com w wersji 2.0, latająca sonda DRON UAV i pojazd zaopatrzeniowy MULE. W trakcie gry można otrzymać możliwość wezwania wsparcia, np. ostrzału z moździerzy, nalotu bombowego, ostrzału z helikoptera AH-64D Apache, wsparcia ogniowego czołgu M1A2 Abrams. W początkowej fazie rozgrywki zapewniamy wsparcie meksykańskim lojalistom w pobliżu miasta Ciudad Juarez by po utwierdzeniu się, iż w ręce rebeliantów wpadły ukraińskie głowice nuklearne, bronić USA na lewym brzegu Rio Grande w teksańskim El Paso.

## Mechanika gry
Gracz dowodzi trzyosobową grupą żołnierzy. Zarówno dla gracza przyzwyczajonego do gier taktycznych jak i dla gracza w FPP początkowo płynna rozgrywka w ten rodzaj gry będzie nie lada wyzwaniem. Tym bardziej iż poziom realizmu jest naprawdę wysoki. Nie ma tu więc apteczek którymi regenerujemy „pasek życia” a już jedna kula potrafi nas wyeliminować z rozgrywki. Umiejętne posługiwanie się wyżej wspomnianym CrosComem i mądrość doboru i kierowania całą drużyną to gwarancja sprawnego i zakończonego pełnym sukcesem wykonania misji. Zmysł taktyczny potrzebny jest do obstawienia kluczowych obszarów z których może nadejść niebezpieczeństwo a jedyną możliwością jest skorzystanie ze wsparcia naszej drużyny. Umiejętność szybkiej oceny sytuacji i prawidłowej reakcji będzie potrzebne na każdym kroku. Wstępem zawsze jest ocena typu misji która nam zlecono i odpowiedni dobór składu drużyny. Na nic zda się snajper w gęsto zurbanizowanym terenie a na otwartej przestrzeni trudno oczekiwać skuteczności od żołnierza z RKM-em. Po skompletowaniu drużyny warto zatroszczyć się o odpowiednie wyposażenie a jest w czym wybierać od pistoletów i granatów poprzez karabiny i PM-y aż do ręcznych wyrzutni rakiet. Skompletowana drużyna z reguły dostarczana jest na miejsce akcji helikopterem, tu też mamy do wyboru miejsce skąd rozpoczniemy akcję, nie jest to wybór całkowicie swobodny ale warto się nad tym zastanowić. W trakcie rozgrywki możemy wydawać rozkazy bezpośrednio na polu walki (znane choćby z serii gier SWAT) lub przełączyć się w tryb taktyczny (bardzo podobny do tego z serii gier X-COM:UFO). Oczywiście wysyłanie żołnierzy na zwiad na współczesnym polu walki to marnotrawstwo i zbyt duże ryzyko. Dlatego warto skorzystać z latającej sondy Dron, która wyposażona w kamery da nam podgląd otoczenia z góry a zaawansowany system rozpozna i oznaczy cele mobilne. Po dokonaniu rozpoznania – w trybie taktycznym praktycznie możemy wykonać całą misję bez angażowania i wystawiania na niebezpieczeństwo dowódcy czyli siebie. W przypadku bardzo silnego oporu ze strony wroga dostaniemy wsparcie: myśliwca, czołgu lub moździerza co znacznie ułatwi nam całą operację. Mimo wszystkich udogodnień część operacji i tak można wykonać samemu w trybie FPS.